# Ojo de Agua de San Felipe
Ojo de Agua de San Felipe är en ort i Mexiko.   Den ligger i kommunen Zitácuaro och delstaten Michoacán de Ocampo, i den södra delen av landet, 130 km väster om huvudstaden Mexico City. Ojo de Agua de San Felipe ligger 1 899 meter över havet och antalet invånare är 118.
Terrängen runt Ojo de Agua de San Felipe är huvudsakligen kuperad, men åt nordost är den bergig. Runt Ojo de Agua de San Felipe är det tätbefolkat, med 319 invånare per kvadratkilometer. Närmaste större samhälle är Heróica Zitácuaro, 6,6 km söder om Ojo de Agua de San Felipe. Omgivningarna runt Ojo de Agua de San Felipe är en mosaik av jordbruksmark och naturlig växtlighet.